# Élections communales de 2021 à Francfort-sur-le-Main
Les élections communales de 2021 à Francfort-sur-le-Main se sont déroulées le 14 mars 2021 dans le but d'élire les 93 membres composant son conseil communal.
Les écologistes deviennent pour la première fois le premier parti à Francfort-sur-le-Main. Cette victoire se fait au détriment des sociaux-démocrates qui chutent à 17 % des voix. 
L'AfD est en recul et perd plus d'un quart de ses électeurs. 
Le parti eurofédéraliste Volt remporte 3,5 % des voix et devient ainsi le septième plus grand parti à Francfort-sur-le-Main. 

## Résultats
|                           |                                              |            |      |      |        |               |
| Parti                     | Parti                                        | Voix       | %    | +/-  | Sièges | +/-           |
|                           | Alliance 90 / Les Verts (Grünen)             | 3 171 393  | 25,6 | 10,3 | 24     | 10            |
|                           | Union chrétienne-démocrate d'Allemagne (CDU) | 2 927 547  | 23,6 | 0,5  | 22     | en stagnation |
|                           | Parti social-démocrate d'Allemagne (SPD)     | 2 061 438  | 16,6 | 7,2  | 15     | 7             |
|                           | Parti libéral-démocrate (FDP)                | 1 006 167  | 8,1  | 0,6  | 8      | 1             |
|                           | Die Linke                                    | 938 184    | 7,6  | 0,4  | 7      | 1             |
|                           | Alternative pour l'Allemagne (AfD)           | 716 751    | 5,8  | 3,1  | 5      | 3             |
|                           | Volt                                         | 429 195    | 3,5  | Nv.  | 3      | 3             |
|                           | Citoyens pour Francfort                      | 246 078    | 2,0  | 0,7  | 2      | 1             |
|                           | Die PARTEI                                   | 217 899    | 1,8  | 0,4  | 2      | 1             |
|                           | Gauche écologiste                            | 181 164    | 1,5  | 0,6  | 1      | 1             |
|                           | Autres                                       | 508 101    | 3,9  | -    | 4      | -             |
|                           |                                              |            |      |      |        |               |
| Suffrages exprimés        | Suffrages exprimés                           | 12 403 917 |      |      |        |               |
| Votes blancs et invalides |                                              |            |      |      |        |               |
| Total                     | Total                                        | 230 360    | 100  | -    | 93     | en stagnation |
| Abstentions               | Abstentions                                  | 281 974    | 55,0 |      |        |               |
| Inscrits / participation  | Inscrits / participation                     | 512 034    | 45,0 |      |        |               |